# پازاریری
پازاریری (به ترکی استانبولی: Pazaryeri) یک منطقهٔ مسکونی در ترکیه است که در استان بیله‌جک واقع شده‌است.